# Премия AWM-Microsoft за исследования в области алгебры и теории чисел
Премия AWM-Microsoft за исследования в области алгебры и теории чисел была учреждена в 2012 году. Раз в два года вручается Ассоциацией женщин-математиков (AWM) выдающимся молодым исследовательницам в области алгебры или теории чисел.
Премией были награждены:
- Софи Морел (2014) за исследования в области теории чисел, особенно за вклад в программу Ленглендса, применение её результатов по взвешенным когомологиям и новое доказательство комбинаторной формулы Бренти для полиномов Каждана-Люстига[1][2].
- Лорен Уильямс (2016) за исследования в области алгебраической комбинаторики, особенно за вклад в полностью неотрицательный грассманиан, работу по кластерным алгебрам и доказательство (совместно с Музикером и Шиффлером) знаменитой гипотезы Лорана о положительности[3][4].
- Мелани Вуд (2018 г.) за исследования в области теории чисел и алгебраической геометрии, особенно за вклад в арифметическую статистику и тропическую геометрию, а также за работу с Рави Вакилом над предельным поведением естественных семейств многообразий[5][6].
- Мелоди Чан (2020 г.) в знак признания её достижений в работе на стыке алгебраической геометрии и комбинаторики[7][8].
- Дженнифер Балакришнан (2022) в знак признания её достижений в вычислении рациональных точек на алгебраических кривых над числовыми полями[9][10][11].